# Imola Basket
Maillots
Imola Basket, ou Zarotti Andrea Costa Imola,  est un club italien de basket-ball, évoluant en Lega Due, la deuxième division du championnat italien. Le club est basé dans la ville d'Imola. 

## Joueurs et personnalités du club

### Entraîneurs successifs
- 1996-2001 :  Francesco Vitucci
- 2001-2002 :  Andrea Mazzon
- 2001-2002 :  Alessandro Finelli
- 2003-2004 :  Rod Griffin
- 2004-2006 :  Demis Cavina
- 2006-2007 :  Ferdinando Gentile
- 2007 :  Piero Pasini
- 2007-2008 :  Alberto Martelossi
- 2008-2009 :  Massimo Bianchi
- 2009-2011 :  Maurizio Lasi
- 2012 :  Federico Fucà
- 2013 :  Vincenzo Esposito
- 2014-2017 :  Giampiero Ticchi
- 2017-2018 :  Demis Cavina
- 2020- :  Paolo Moretti

### Joueurs célèbres
- Pietro Aradori
- Makan Dioumassi
- Michael Hicks
- Ndudi Ebi
- Tunji Femi Awojobi
- Marc M'Bahia
- Mykal Riley
- Harper Williams
- Tuukka Kotti